# Maniac Cop
Maniac Cop je americký horor z roku 1988 režiséra Williama Lustiga. Scénář k filmu napsal Larry Cohen.
Ve filmu hrají Tom Atkins, Bruce Campbell, Laurene Landon, Robert Z'Dar, Richard Roundtree, William Smith, Sheree North, Barry Brenner, Victoria Catlin a další.

## Děj
V New Yorku začal řádit bláznivý policista, který nemilosrdně zavraždí každého, kdo mu přijde do cesty. Podezření padá na policejního vyšetřovatele Jacka Forresta (Bruce Campbell), ten je však přesvědčen o své nevině, a tak se za pomoci detektiva Franka McCraee (Tom Atkins) a své milenky Theresy Mallory (Laurene Landon) pouští do pátrání po opravdovém vrahovi, aby tak očistil své jméno.

## Obsazení
| Tom Atkins            | Frank McCrae     |
| Bruce Campbell        | Jack Forrest     |
| Laurene Landon        | Theresa Mallory  |
| Robert Z'Dar          | Matt Cordell     |
| Richard Roundtree     | komisař Pike     |
| William Smith         | kapitán Ripley   |
| Sheree North          | Sally Noland     |
| Barry Brenner         | koroner          |
| Victoria Catlin       | Ellen Forrest    |
| Nina Arvesen          | Regina Sheperd   |
| Lou Bonacki           | detektiv Lovejoy |
| James Dixon           | Clancy           |
| Corey Michael Eubanks | Bremmer          |
| Jill Gatsby           | Cassie Philips   |
| Nick Barbaro          | radní            |
| John F. Goff          | Jackův právník   |
| Dan Hicks             | velitel družstva |
| Marcia Karr           | Nancy            |
| Sam Raimi             | reportér         |
| William Lustig        | manažer motelu   |

## České znění
- Režie: Zdeněk Hnilica
- Překlad: Evelina Koublová
- Dialogy: Daniela Pilzová

Obsazení: Petr Oliva (Frank McCrae), Antonín Navrátil (Jack Forrest), Zuzana Skalická (Theresa Mallory, Sally Noland), Ladislav Potměšil (komisař Pike), Jan Přeučil (kapitán Ripley), Michal Pavlata (Jackův právník) a další

## Zajímavosti
- I když se film odehrává v New Yorku, tak se zde natáčelo pouze tři dny.
- Barry Brenner, který si zahrál koronera, byl skutečným lékařem režiséra filmu Williama Lustiga.
- Jill Gatsby je dcerou Larryho Cohena (scenárista) a je zabita v každém jeho filmu, ve kterém se objevila.
- Režisér William Lustig si zahrál malou roli manažera motelu.
- Sam Raimi, který režíroval kultovní snímky jako Lesní duch (1981), Smrtelné zlo 2 (1987), Armáda temnot (1992) nebo Spider-Man 1-3 (2002, 2004, 2007), si zde zahrál postavu reportéra.[2]

## Soundtrack
Oficiální soundtrack k filmu byl vydán v roce 1988. Obsahuje 10 písní, které zazněly ve filmu. Všechny písně složil Jay Chattaway.
1. "Main Title"
2. "A Night in the Park"
3. "Flashback Montage"
4. "The Chase"
5. "Morning Train"
6. "Face Down"
7. "Sally's Drive"
8. "On the Ledge"
9. "Splash Dance"
10. "Epilogue"

## Pokračování
- Maniac Cop 2 (1990)
- Maniac Cop III - Odznak mlčení (1992)